# Westernmusik

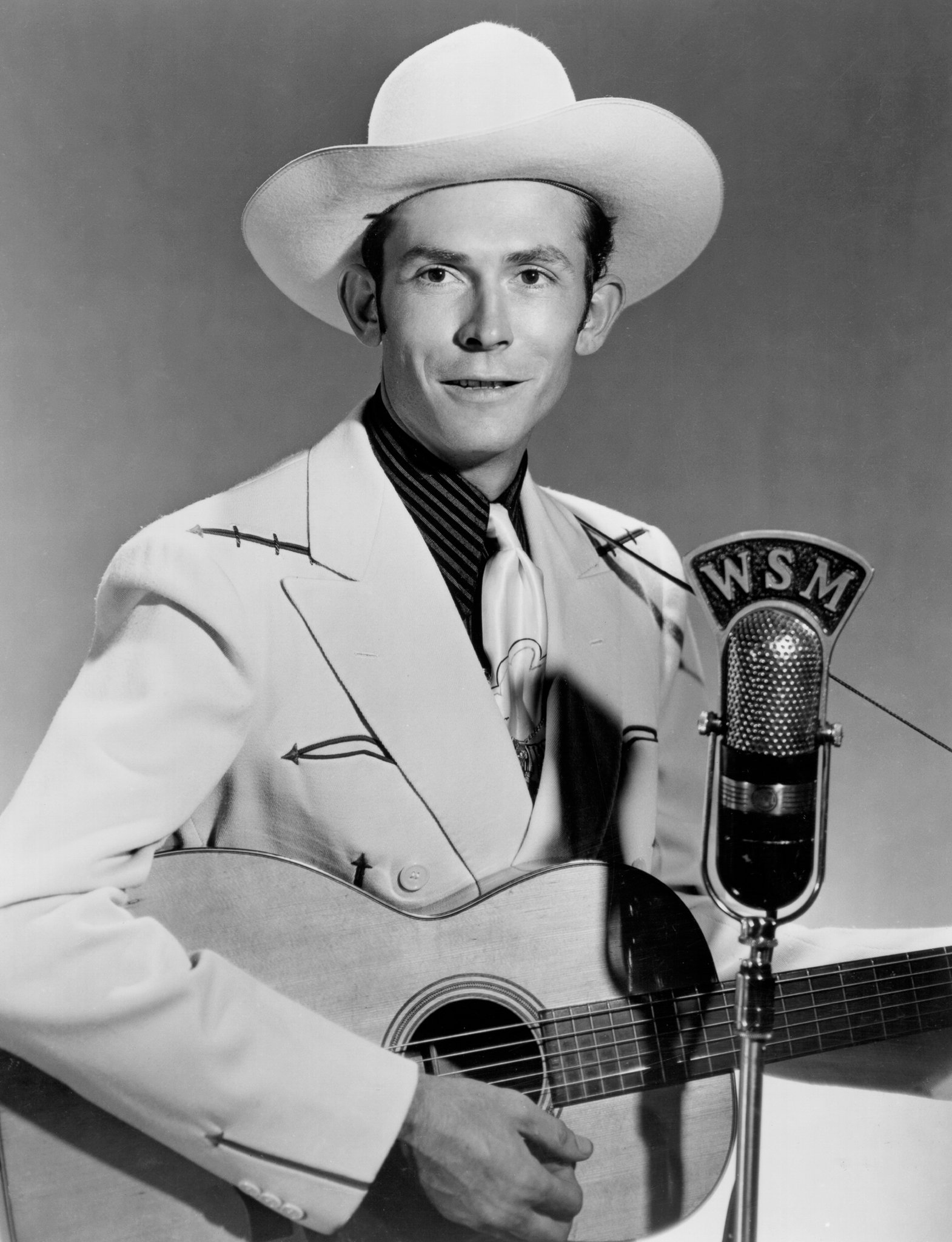
Hank Williams 1951 med westernmusikerns två "främsta accessoarer" - cowboyhatten och den akustiska gitarren.

Westernmusik är en form av amerikansk folkmusik som uppstod bland nybyggarna i södra och västra Nordamerika och som har sitt ursprung framförallt i brittisk och irländsk folkmusik, men även mexikansk folkmusik har haft inflytande. Texternas innehåll handlar i stor utsträckning om livet på prärien bland cowboys (och efter ljudfilmens inträde på 1920-talet kom westernmusiken att i stort sett likställas med dennas "sjungande cowboys" - "singing cowboys"). Att westernmusiken har kommit att klassificeras som en del av countrymusiken beror på att Billboard slog ihop de vita folkmusikstilarna till samma genré, "country and western" (och de svarta till "rhythm and blues"), på sina försäljningslistor i juni 1949, men westernmusiken har inget direkt ursprungligt samband med den egentliga countrymusiken, som uppstod i sydöstra USA (exempelvis i Appalacherna).
Bland mer kända westernmusiker märks exempelvis Ken Maynard (den första sjungande cowboyen i filmvärlden), Gene Autry, Roy Rogers, Hank Williams, Buck Owens, Merle Haggard, Willie Nelson och Waylon Jennings.